# 32

## Події
- Імператор Риму Тиберій
- Консулами Риму були Гней Доміцій Агенобарб та Луцій Аррунцій Камілл Скрибоніан.
- Засновано Храм Баала в Пальмірі

### Астрономічні явища
- 29 березня. Часткове сонячне затемнення.[1]
- 28 квітня. Часткове сонячне затемнення.[1]
- 23 вересня. Часткове сонячне затемнення.[1]
- 23 жовтня. Часткове сонячне затемнення.[1]

## Народились
- 25 квітня, Отон, римський імператор
- Бань Ґу, китайський історик і поет

## Померли
- Децим Гатерій Агріппа, римський політик, страчений за наказом Тиберія
- бл. 32, Антонія Старша, римська матрона